# Birmingham (Michigan)
Birmingham ist eine Stadt in Oakland County, Michigan, USA. Birmingham ist ein wohlhabender Vorort von Detroit, mit einer fußgängerfreundlichen und schön gestalteten Innenstadt, die Bummler aus der gesamten Umgebung anzieht. Laut dem United States Census Bureau hat die Stadt eine Gesamtfläche von 12,4 km² mit 21.813 Einwohnern im Jahr 2020.
Der Michigan Highway 1 (Woodward Ave) verbindet als meist schnurgerade Straße Birmingham mit dem rund 20 km entfernten Detroit. In Birmingham selbst wurde bereits 1939 eine Nebenstrecke gebaut, so dass „Old Woodward“ im heutigen Stadtzentrum mit Restaurants, Geschäften und Kinos entstehen konnte.
International bekannt ist die Cranbrook Educational Community in unmittelbarer Nähe der Stadt.
Der weltweit aktive Schadensanierer Belfor hat seinen Hauptsitz in Birmingham. In Birmingham befand sich zudem lange Zeit der Sitz des Architekturbüros des Architekten Eero Saarinen, Eero Saarinen & Associates.

## Bekannte Bewohner
- Patricia Ellis (1918–1970), Schauspielerin und Sängerin, in Birmingham geboren
- Elaine Stritch (1925–2014), Schauspielerin, in Birmingham gestorben
- Christine Lahti (* 1950), Schauspielerin und Regisseurin
- Sheila Young (* 1950), Eisschnellläuferin und Radrennfahrerin
- Tim Allen (* 1953), Schauspieler, wuchs in Birmingham auf
- Bruce Campbell (* 1958), Schauspieler, wuchs in Birmingham auf
- David Spade (* 1964), Schauspieler, Comedian und Produzent
- Alexi Lalas (* 1970), Fußballnationalspieler
- Ian Reed Kesler (* 1977), Schauspieler und Synchronsprecher
- John Paesano (* 1977), Filmkomponist
- Moritz Seider (* 2001), deutscher Eishockeyspieler, Spielt für die Detroit Red Wings. Baute seine Villa in Birmingham